# Cantón de Le Tampon-4
El cantón de Le Tampon-4 era una división administrativa francesa, que estaba situada en el departamento de La Reunión y la región de La Reunión.

## Composición
El cantón estaba formado por una fracción de la comuna que le daba su nombre:
- Le Tampon (fracción)

## Supresión del cantón de Le Tampon-4
En aplicación del Decreto nº 2014-236 de 24 de febrero de 2014, el cantón de Le Tampon-4 fue suprimido el 22 de marzo de 2015 y la fracción de la comuna que le daba su nombre se unió con las demás para que, por medio de una reestructuración cantonal, fueran creados los nuevos cantones de Le Tampon-1 y Le Tampon-2.